# Linha de Camper
Linha de Camper é um linha imaginária que vai da borda inferior da asa do nariz a algum ponto definido do trágus, na orelha, geralmente a ponta dele. É utilizada freqüentemente, com um terceiro ponto no trágus oponente, com o objetivo de estabelecer o plano de Camper. Idealmente, o plano de Camper é considerado paralelo ao plano oclusal; este tem um ângulo de aproximadamente 10º em relação ao plano horizontal de Frankfort, quando observado do plano sagital médio.